# Ala Wai
Ala Wai (hawaiisch: Kanal) ist ein künstlicher Wasserkanal in Honolulu (US-Bundesstaat Hawaii), der als nördliche Grenze des Stadtteils Waikīkī dient. Der Name bedeutet wörtlich Süßwasserweg.
Der Kanal wurde bereits 1904 von Lucius E. Pinkham, einem späteren Gouverneur des Hawaii-Territoriums, vorgeschlagen. Der Bau dauerte von 1921 bis 1928. Die Anlage des Kanals hängt mit der Entwicklung von Waikīkī zum größten Touristenzentrum von Oʻahu zusammen. Die Flüsse Pālolo, Mānoa und Makiki wurden von Waikīkī abgeleitet und damit die Feuchtgebiete trockengelegt.
Der Kanal hat seinen Ursprung im Südosten an der Kapahulu Avenue und mündet nach etwa drei Kilometern beim Yacht-Club von Waikīkī in den Pazifischen Ozean. Die künstlichen Ufer sind mit hochwertigen Eigentumswohnungen bebaut und dicht besiedelt. Auf knapp zwei km² Fläche wohnen über 90.000 Menschen, davon etwa 70 % Touristen.

## Wasserqualität und Tierarten
Immer wieder wird die schlechte Wasserqualität bemängelt. Dies liegt daran, dass der Kanal als künstliche Wasserstraße über keine natürlichen Organismen verfügt, die eine Reinigung vornehmen würden. Bereits seit 1929 wird vor dem Schwimmen im Kanal gewarnt, seit 1991 weisen Warnschilder am Ufer darauf hin, dass Baden oder Fischen im Kanal verboten ist. Im Jahr 1979 fingen Jugendliche eine über 3 kg schwere Geriffelte Mangrovenkrabbe, 2003 wurde ein ungewöhnlich großes und schweres Exemplar eines Fangschreckenkrebses im Wasser gefunden. Experten gehen davon aus, dass das städtische Abwasser dafür verantwortlich ist. 2006 verstarb ein Einwohner, der im Bootshafen am Kanal ins Wasser gefallen war, an einer Vibrio vulnificus-Infektion. Trotz der starken Verschmutzung haben in dem Kanal neben den genannten Tierarten auch Seepferdchen, Tilapia, Igelfische und der Upeneus taeniopterus einen Lebensraum gefunden. Letzterer wird in Hawaii auch als „Nightmare Weke“ bezeichnet, da er in seinem Gehirn ein Toxin entwickelt, das bei denen, die seinen Kopf essen, furchtbare Träume verursacht. Seit April 2019 wird versucht, die Verschmutzung durch den Einsatz Essentieller Mikroorganismen zu verringern. Im Oktober 2019 wurde außerdem ein 21 Millionen US-Dollar-Projekt zum Ausbaggern von Sedimenten im Kanal begonnen.

## Abbildungen

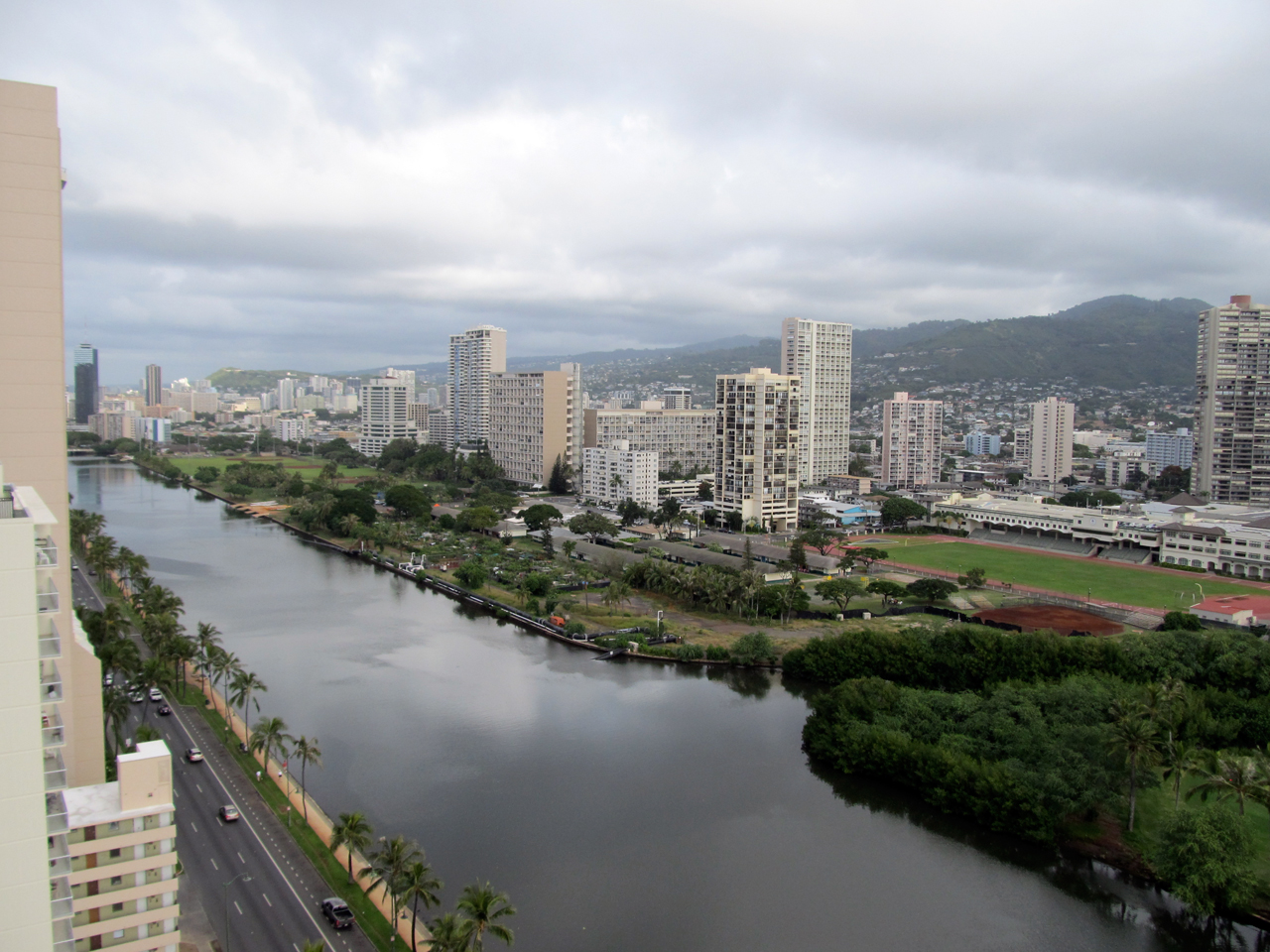
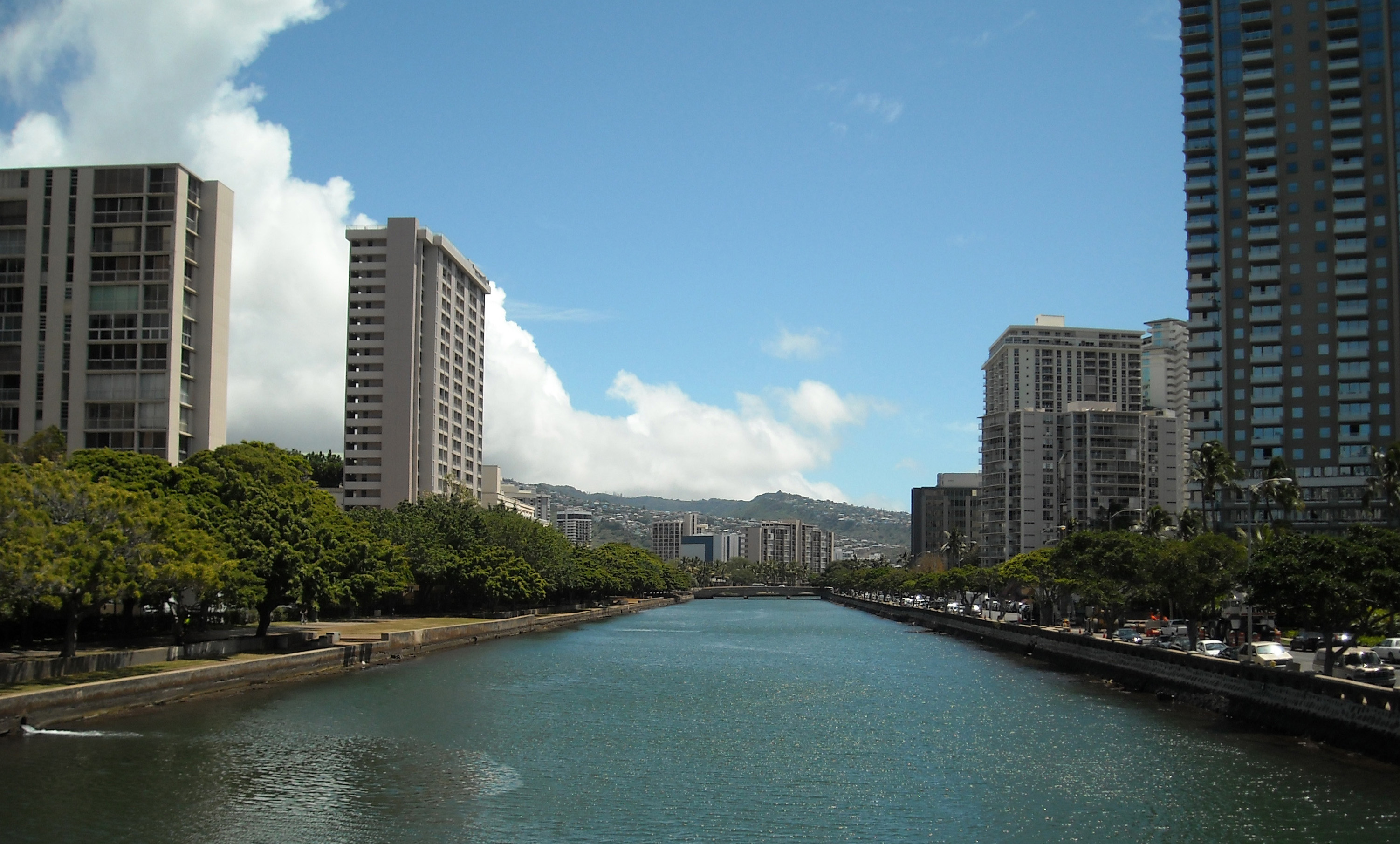
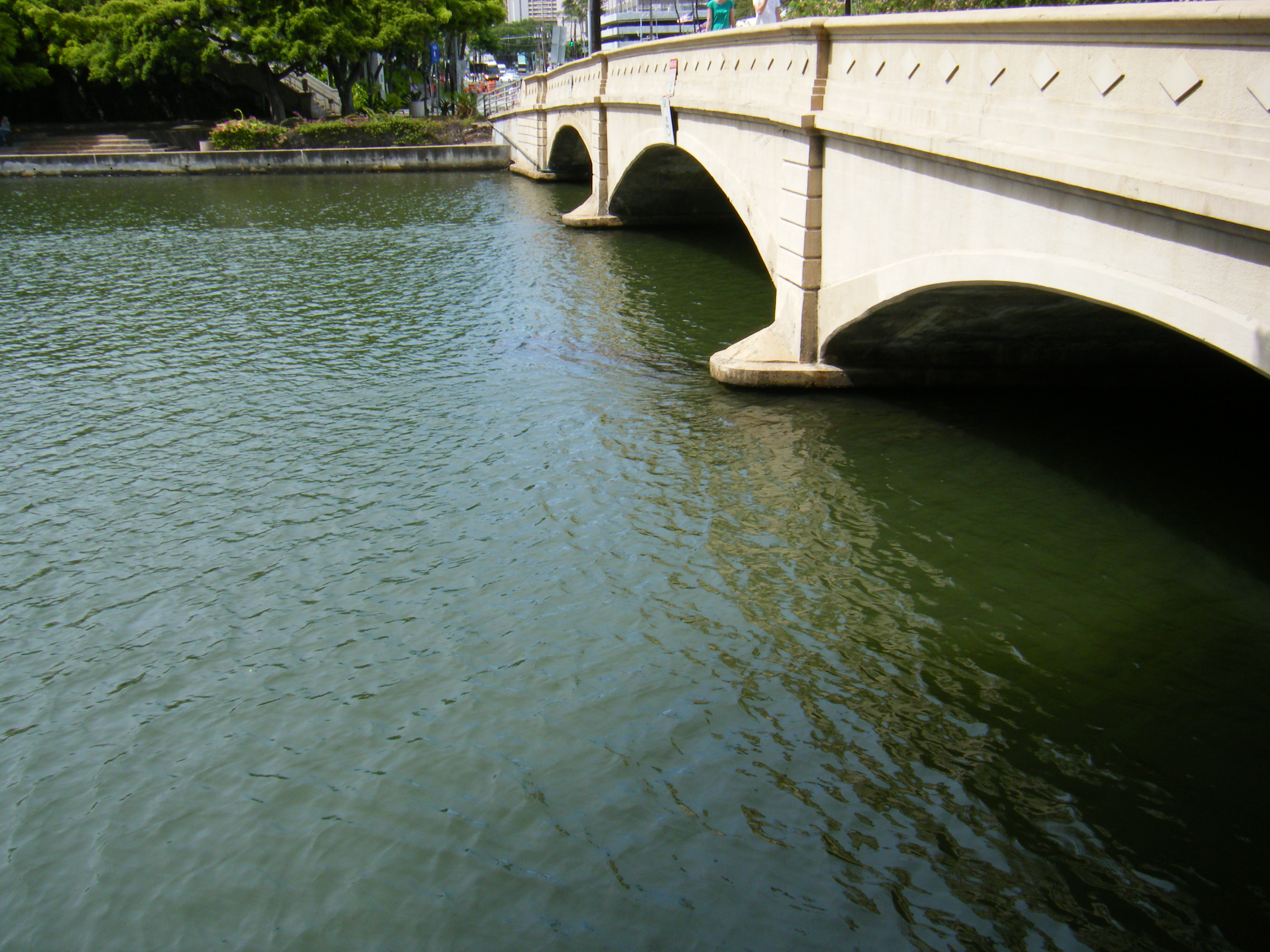
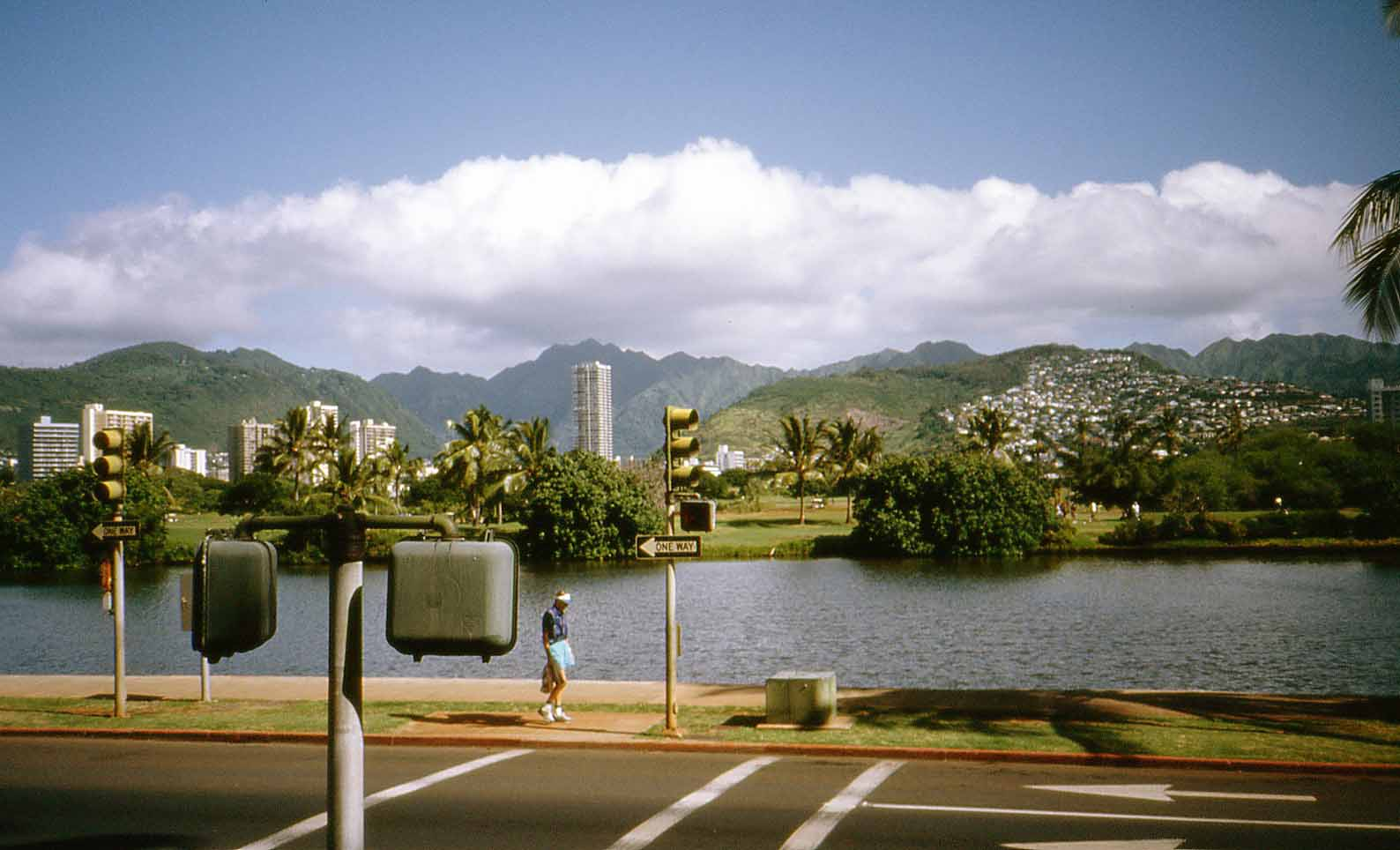
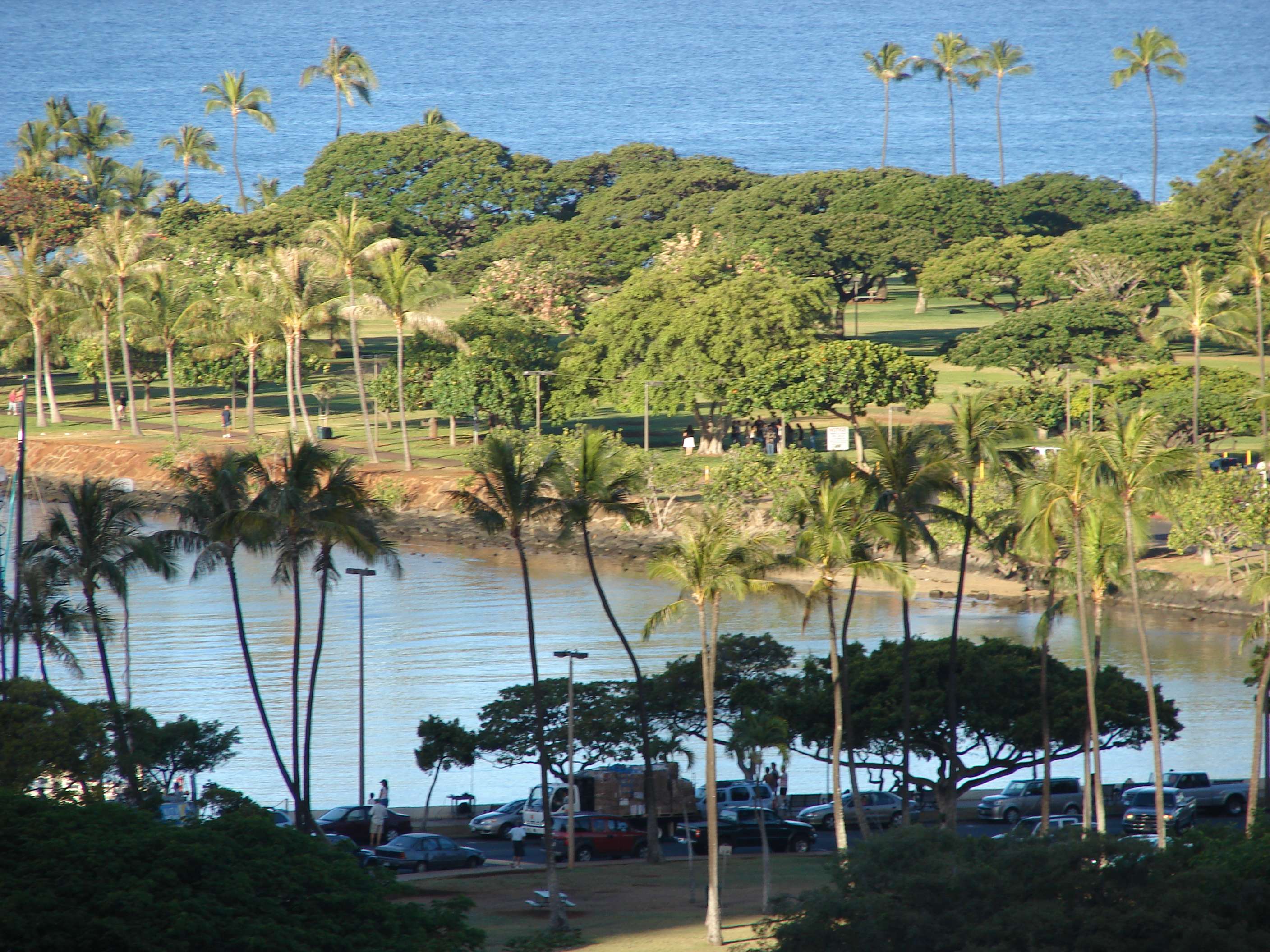
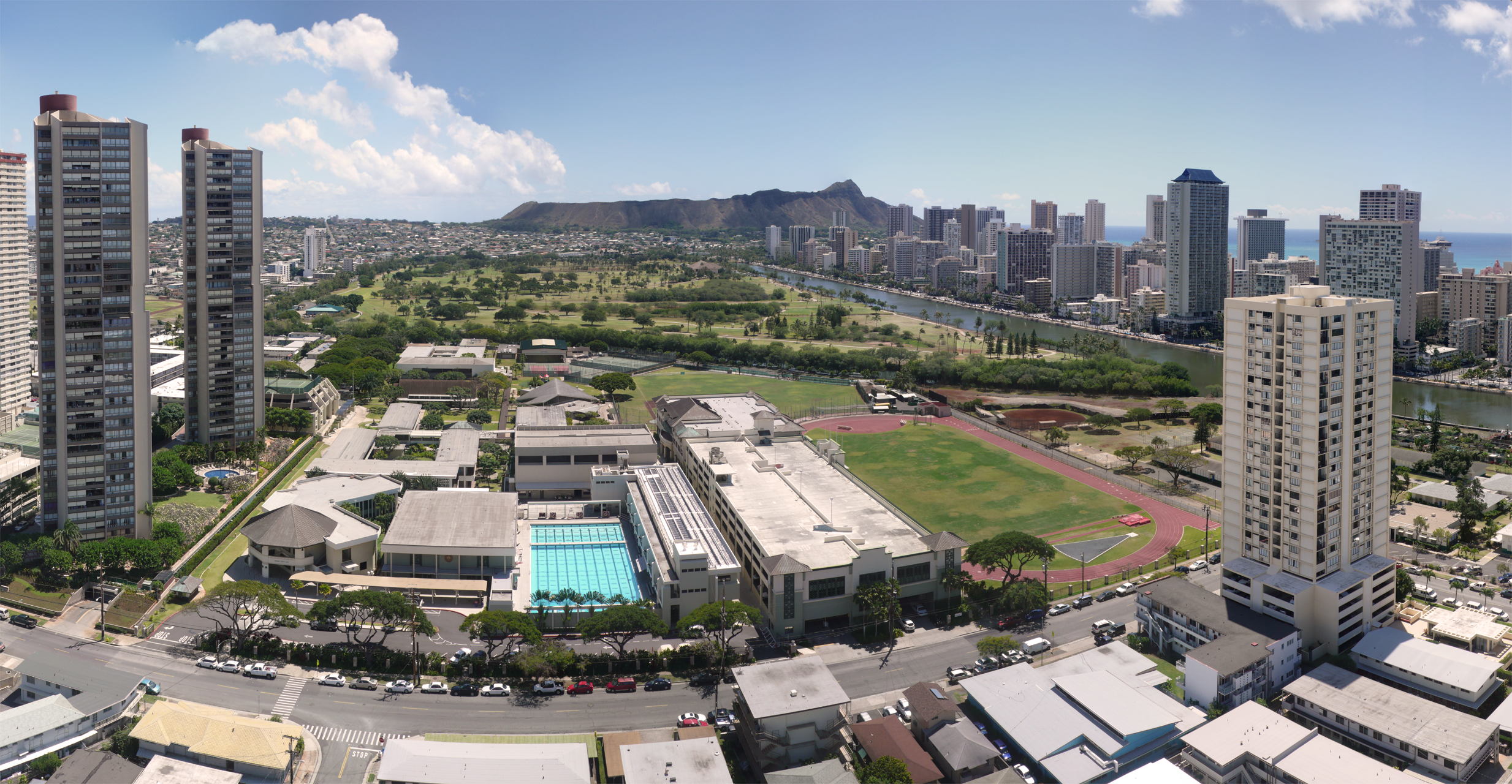